# Rogério Charraz
Rogério Charraz (Lisboa, Março de 1978), mais conhecido como Rogério Charraz, é um cantor português.

## Carreira
Foi ainda no Liceu de Queluz, em 1994, que formou com o amigo Rogério Oliveira a banda União de Loucos que em 1999, prestes a editar o álbum Madrigal, muda de nome para Boémia. Em 2003 é lançado o segundo álbum, Semente, com as participações especiais de Luis Represas, Luís Pastor e Fausto Bordalo Dias.
Fausto acaba por os convidar a participar na gravação de A ópera mágica do cantor maldito. Charraz termina a ligação aos Boémia, em Fevereiro de 2007, e forma o Rogério Charraz Trio com Paulo Monteiro e Rui Cabral. Constroem versões próprias de grandes temas da música portuguesa, brasileira e africana. Com a saída de Paulo Monteiro para França refazem a banda passando agora a contar com João Coelho e Luis Pinto. Participam na II edição do Festival Cantar Abril, com os originais "Liberdade" e "A dita dura".
Conhece Silvia Nazário e Cláudio Kumar e formam o projecto Sotaques e levam o espectáculo a várias salas.
Em Dezembro de 2009 actua nas caves da empresa José Maria da Fonseca, na presença de altas figuras da sociedade portuguesa. É ainda autor do hino da sociedade Ecopilhas e do tema da Benfica Telecom (sociedade entre o SL Benfica e a TMN). Em Agosto de 2010 inicia a gravação do seu primeiro disco a solo e participa também nas Festas do Mar, em Cascais.
Em 2011 volta a participar no Festival Cantar Abril onde vence o prémio Ary dos Santos com o tema "Pára, olha, escuta e avança". Em Junho participa no novo disco de Fausto Bordalo Dias, cantando Por altas serras de montanhas ao lado de Luis Represas, José Mário Branco, Jorge Palma, Jorge Fernando, João Pedro Pais ou João Afonso.
Em Outubro de 2011 é lançado o álbum de estreia, "A Chave", com 11 canções originais  e duetos com Ana Laíns, José Mário Branco e Rui Veloso. Quatro temas integraram a banda sonora de Pai à Força e o "Grito Vagabundo" fez parte da banda sonora de Louco Amor, telenovela da TVI.
Grava com Ricardo Carriço uma nova versão de "Um pouco mais", que faz parte da novela "Sol de Inverno", da SIC.
Em 2014 é lançado o segundo disco "Espelho" que contou com nomes como Sensi, Luanda Cozetti, Dany Silva e Miguel Calhaz. Colabora depois com Rui Pregal da Cunha numa nova versão de "Se me perguntas a mim".
Em 2016 edita "Não tenhas medo do escuro", que volta a contar com o selo da Antena 1 e foi financiado por uma campanha bem sucedida de "crowdfunding". "Põe de lado o GPS" é a canção que mais roda nas rádios, mas destacam-se também "SMS", com a participação de Katia Guerreiro e de Marta Pereira da Costa, a moda "Chuva nos Beirados", com os cantadores Buba Espinho, Eduardo Espinho e António Caixeiro a puxarem ainda mais a canção para o Alentejo (o pai de Rogério Charraz é alentejano) e a canção "Meu Amor Eterno", feita em parceria com o pianista Júlio Resende e dedicada à Mãe do cantautor.
É neste disco que nasce a parceria com José Fialho Gouveia, autor de cinco das onze letras.  
Neste ano é editado o primeiro disco da guitarrista Marta Pereira da Costa, onde aparece o tema "Encontro" que conta como convidado muito especial Richard Bona, baixista de origem camaronesa e um dos nomes mais conceituados do Jazz mundial. O tema, da autoria de Rogério Charraz, é escolhido para genérico do programa "Em nome do ouvinte" da Antena 1.
Em 2017 é lançada uma edição especial do disco "Não tenhas medo do escuro", onde são recuperados os temas "Porto de Abrigo" e "Sempre que o amor nos acontece", que fazem parte da banda sonora da série bi-diária da RTP "O Sábio". 
Em 2018, Rogério Charraz completa 40 anos de vida e decide comemorar no palco do Cinema São Jorge, em Lisboa, concerto que fica registado em disco (o seu primeiro ao vivo) e é transmitido no ano seguinte pela RTP. "4.0" é o quarto disco do músico e tem no alinhamento quatro temas de cada um dos seus discos anteriores, quatro temas inéditos e quatro convidados muito especiais: o fadista Ricardo Ribeiro, o pianista Júlio Resende, Jorge Benvinda (dos Virgem Suta) e o cantador António Caixeiro. Entre os inéditos destacam-se mais duas letras de José Fialho Gouveia e o tema "O melhor de mim", feito por Rogério para o seu primeiro filho, nascido há pouco mais de um ano...
Em 2019 Rogério Charraz & Os Irrevogáveis (Jaume Pradas, Luís Pinto, Paulo Loureiro, João Rato e Carlos Lopes) percorrem o país de norte a sul, de Vila do Conde a Tavira, de Castelo Branco à Marinha Grande, ganhando finalmente uma dimensão nacional.
Em 2020 são lançados os primeiros temas que anunciam o novo disco, que seria editado no ano seguinte. "Abaladiça" é uma das vinte canções escolhidas para a coletânea Inéditos Vodafone, ao lado de nomes como D`Alva, MOMO ou Rita Onofre. Lançada em plena pandemia, a iniciativa fazia parte do movimento Portugal Entra em Cena que desafiava os músicos nacionais a comporem uma canção original, nunca antes editada ou divulgada e contou com mais de 400 candidaturas.
Mas é o segundo tema que traz finalmente o reconhecimento público e da crítica. "Quando nós formos velhinhos" é lançado em Outubro de 2020 e emociona o país com um vídeo gravado no palco do Teatro da Trindade, interpretado por dois dos nomes maiores do teatro nacional: Eunice Muñoz e Ruy de Carvalho.
Pela primeira vez uma canção de Rogério Charraz chega à playlist da Rádio Comercial, curiosamente depois de uma polémica pública entre o músico e Pedro Ribeiro, diretor da rádio, a propósito do aumento da quota mínima obrigatória de música portuguesa nas rádios de 25 para 30%. "Quando nós formos velhinhos" esteve várias semanas no TNT, top de preferências dos ouvintes da rádio, chegando mesmo ao primeiro lugar.
Em 2021 é finalmente editado "O Coreto", disco conceptual com todas as letras escritas por José Fialho Gouveia e que conta com a produção musical de Luísa Sobral. Em treze canções a dupla de compositores conta a história de um personagem que, farto da vida na cintura da grande cidade, decide ir viver para a aldeia do pai, onde se apaixona, no dia da romaria, junto ao coreto. Uma história de amor que tem como pano de fundo a desigualdade entre as grandes cidades e o resto do país e que conta como convidada com Sara Cruz, jovem açoriana a despontar no panorama musical português.
Foram ainda lançados os vídeos de "Um dia no Coreto" (vídeo de animação com ilustrações de Ana Luísa Farinha e produzido pela COLA - Colectivo Audiovisual), "Feita deste chão" (gravado com o apoio do Turismo do Porto e Norte na paisagem deslumbrante de cinco municípios: Montalegre, Vila Verde, Ponte da Barca, Arcos de Valdevez e Monção) e "A Romaria" (gravado na Romaria da Senhora do Almurtão, Idanha-a-Nova).
O disco vai para o seu terceiro ano de estrada, tendo passado por salas, coretos e praças do país.
Em 2023 será lançado novo disco da parceria Rogério Charraz/José Fialho Gouveia, com o título "Reunião de Condomínio". O primeiro tema apresenta a personagem "Vitorino", o hipocondríaco administrador do condomínio representado pela voz do inesperado convidado: Quim Barreiros. O vídeo volta a contar com a realização de Daniel Mota, responsável pelos vídeos de "Quando nós formos velhinhos", "Abaladiça" e "Feita deste chão".

## Reconhecimento
A sua canção Grito Vagabundo, é uma das 150 canções, que constam na antologia, As Palavras das Canções, organizada por João Calixto, editada com o apoio da Sociedade Portuguesa de Autores. 

## Discografia
Entre a sua discografia encontram-se:
Álbuns
- A Chave (2011)
- Espelho (2014)
- Não Tenhas Medo do Escuro (2016)
- 4.0 (2018)
- O Coreto (2021)

Discografia com os Boémia
- Madrigal (1999) - com os Boémia
- Semente (2003) - com os Boémia

Colaborações
- 2015 - Artistas pela Casa dos Rapazes - "Os Rapazes"
- 2011 - Pára, olha, escuta e avança (Pedro Branco / Rogério Charraz).
- Por altas serras de montanhas (Com Luís Represas, José Mário Branco, Jorge Palma, Jorge Fernando, João Pedro Pais e João Afonso)
- O meu tempo é agora (para a TMN 65)
- Projecto Sotaques